# Cipaganti (Cisurupan)
Cipaganti is een bestuurslaag in het regentschap Garut van de provincie West-Java, Indonesië. Cipaganti telt 4118 inwoners (volkstelling 2010).